# جک بروکال
 ژاک «جک» بروکال (انگلیسی: Jacques "Jac" Berrocal؛ زادهٔ ۲۲ اکتبر ۱۹۴۶) خواننده جاز و نوازندهٔ ترومپت اهل فرانسه است.
از فیلم‌ها یا برنامه‌های تلویزیونی که وی در آن نقش داشته‌است می‌توان به معجزه اشاره کرد.